# Stalskoje
Stalskoje (ros. Стальское) – wieś w Rosji, w Dagestanie, w rejonie kiziljurtowskim. W 2021 liczyła 6252 mieszkańców, głównie Awarów.